# Theuley
Theuley település Franciaországban, Haute-Saône megyében. Lakosainak száma 101 fő (2022. január 1.). Theuley Vauconcourt-Nervezain, Grandecourt, Lavoncourt, Mont-Saint-Léger, Ray-sur-Saône, Tincey-et-Pontrebeau és Vanne községekkel határos.

## Népesség
A település népessége az elmúlt években az alábbi módon változott:
| Lakosok száma | 109  | 106  | 104  | 104  | 103  | 102  | 102  | 101  |
|               | 2013 | 2015 | 2017 | 2018 | 2019 | 2020 | 2021 | 2022 |